# Mistrovství Československa v orientačním běhu štafet
Mistrovství Československa v orientačním běhu štafet bylo pořádáno v letech 1969 až 1992, a to vždy spolu s MČSR jednotlivců. 
Štafety byly vypisovány v kategoriích ženy (původně označované D, později D21), muži (M, později H21), dorostenky (DD, později D17) a dorostenci (HH, později H18).
V mužských štafetách běhali 3 závodníci kromě let 1972 až 1981, kdy byly štafety čtyřčlenné, jako na mistrovství světa. V ostatních kategoriích startovali ve štafetě vždy tři závodníci stejného klubu. 
Specifikem štafet v orientačním běhu je rozdělovací metoda tratí, kdy v zájmu regulérnosti je používána taková metoda, která umožňuje vytvořit co nejvíce variant tratí tak, aby měl každý závodník pokud možno jedinečnou kombinaci pořadí kontrol na trati, ale zároveň všechny štafety v dané kategorii měly výslednou celkovou délku trati shodnou. Tyto rozdělovací metody jsou původem ze Skandinávie, především Švédska, a nejrozšířenější je metoda Farsta.[1]
Součástí závodu byla od roku 1983 Veteraniáda ČSR.
Od roku 1993 tento závod nahradilo mistrovství České republiky.

## Přehled závodů M ČSR štafet
| MČSR 1969 | 21. 6. 1969  | TJ Rapid Bratislava             | Silica                         |                           | Mojmí Šeliga          | Štefan Chovanec       | Jaroslav Lexa, Ivan Lexa                                                   |                             |
| MČSR 1970 | 13. 9. 1970  | VŠLD Zvolen                     | Tisovec                        |                           | Ján Michalec          | Elo Gogola            | Jozef Marko, Vladimír Šimíček, Karel Poštulka                              |                             |
| MČSR 1971 | 19. 9. 1971  | KOS TJ Tesla Brno               | Sloup u Macochy                | Rasovna                   | Dobruše Novotná       | Bohumil Šerý          | Vítězslav Novotný                                                          |                             |
| MČSR 1972 | 4. 9. 1972   | Loko Pezinok                    | Pezinok-Chmelovica             |                           | Miroslav Potočný      | Štefan Chovanec       | Vojtech Kovačič, František Libant, Dušan Čech, Ján Futas                   |                             |
| MČSR 1973 | 23. 9. 1973  | OK Jiskra Nový Bor              | Nový Bor                       | Park                      | Jaroslav Křtěnský st. | Jaroslav Křtěnský ml. | Miroslav Křtěnský, Jaroslav Křtěnský ml.                                   |                             |
| MČSR 1974 | 13. 10. 1974 | TJ Rapid Bratislava             | Bratislava - Záhorská Bystrica | Panský les                | Mojmír Šeliga         | Pavol Brunovský       | Peter Sláma, Štefan Šujan, Pavol Brunovský, Milan Šubín                    |                             |
| MČSR 1975 | 21. 9. 1975  | KOB Směr Kroměříž               | Rajnochovice - Košovy          | U Tří kamenů              | Alois Pospíšil        | Pavel Škopík          | Zdeněk Úlehla, Jaromír Malcher                                             |                             |
| MČSR 1976 | 3. 10. 1976  | Lučenec                         | Lučenec                        |                           | štefan Hudaček        | František Reiprich    | Stano Nosáľ, Ivan Brada, Kamil Beniač, Ľudo Šmělík, Dušan Brutovský        |                             |
| MČSR 1977 | 2. 10. 1977  | TJ TŽ Třinec                    | Mosty u Jablunkova             | Šance (západní část)      | Zdeněk Měkyna         | Rudolf Bartošek       |                                                                            |                             |
| MČSR 1978 | 8. 10. 1978  | VŠLD Zvolen                     | Zvolen - Stará Kremnička       | Rana                      | Dušan Brutovský       | Miroslav Manica       | Kamil Beniač, Stanislav Nosál, Jaroslav Rapant, Tomáš Najbrt               |                             |
| MČSR 1979 | 14. 10. 1979 | Slavia Liberec orienteering     | Rynoltice                      | U loupežníka II           | Jaroslav Vojtíšek     | Miroslav Horáček      | Miroslav Balcar, Miroslav Horáček, Petr Karmazín, Jiří Vokál               |                             |
| MČSR 1980 | 19. 10. 1980 | TJ Gottwaldov                   | Karlovice                      | Hájiny                    | Pavel Pastuszek       | František Navrátil    | Jaroslav Hořínek                                                           |                             |
| MČSR 1981 | 11. 10. 1981 | Loko Pezinok                    | Pezinok                        | Malá                      | Miloš Nemček          | Dušan Čech            | Ivan Čech, Vojtech Kovačič, Peter Polakovič, František Libant, Milan Vagač |                             |
| MČSR 1982 | 10. 10. 1982 | VSK ČVUT Fakulta Stavební Praha | Višňová                        | Kolotoč                   | Vladimír Machač       | Karel Vodrážka        | Jiří Šumbera                                                               |                             |
| MČSR 1983 | 2. 10. 1983  | KOB ZPV Prostějov               | Baldovec                       | Bílá voda                 | Boris Vystavěl        | Oldřich Řehůlka       | Boris Vystavěl, Zdeněk Chmelař, Vladimír Surma                             |                             |
| MČSR 1984 | 7. 10. 1984  | OK Lokomotiva Pardubice         | Vápenný Podol                  | Kočičí ocas východní část | Petr Klimpl           |                       |                                                                            |                             |
| MČSR 1985 | 22. 9. 1985  | TJ Rapid Bratislava             | Bratislava-Lamač               | Kačín                     | Dušan Formanko        | Peter Sláma           | Ján Štubňa                                                                 |                             |
| MČSR 1986 | 28. 9. 1986  | Ostroj Opava                    | Raduň                          | Raduňka                   | Jan Hájek             | Miloslav Sonnek       | Rudolf Bartošek                                                            |                             |
| MČSR 1987 | 27. 9. 1987  | Slavia Liberec orienteering     | Hejnice                        | Farská louka              | Jan Pávek             | Libor Bednařík        | Miroslav Horáček, Libor Bednařík, Jiří Vokál                               |                             |
| MČSR 1988 | 28. 10. 1988 | TJ Jičín                        | Úbislavice - Zboří             | Buš II                    | Jiří Ticháček         | Jan Prášil            | Jan Prášil, Jiří Ticháček                                                  | náhradní za zrušené v Nitře |
| MČSR 1989 | 17. 9. 1989  | SKOB Zlín                       | Rusava – Ráztoka               | Ráztoka                   | Bohumil Háj           | Lubomír Nečas         | Jiří Šumbera                                                               |                             |
| MČSR 1990 | 26. 8. 1990  | OOB Vamberk                     | Žďár nad Orlicí                | Hříva 2                   | Luděk Vandas          | Antonín Bartoš        | Josef Doležal, Jan Langr                                                   |                             |
| MČSR 1991 | 29. 9. 1991  | Sportcentrum Jičín              | Ostružno u Jičína              | Řáholec                   |                       |                       | Jan Prášil                                                                 |                             |
| MČSR 1992 | 27. 9. 1992  | OOB TJ Tatran Jablonec n. N.    | Mšeno nad Nisou - Břízky       | Břízky                    | Ondřej Táborský       | Karel Böhm            | Zdeněk Zuzánek                                                             |                             |